# Кемские
Ке́мские — угасшая ветвь князей Белозерских, происходящих от Ростовских князей.
Род внесён в Бархатную книгу.

## Происхождение и история рода
Родоначальником считается Давид Семёнович, внук белозерского князя Василия Федоровича Согорского, сын князя Семёна Васильевича Согорского. Жил в XV веке. После смерти отца получил, с братом Константином, Кему (на севере Белозерья), но Константин вскоре оставил мирскую жизнь для монашеской келии, — и князь Давид стал единоличным владетелем удела, в середине XV века. Давыд Семенович упоминается в качестве белозерского наместника князя Михаила Андреевича.
От брака с Феодосией, он имел 5 сыновей: Александра, Ивана, Афанасия Фуника (что является не прозвищем, а скорее уменьшительным именем от Афанасия), Юрия и Фёдора, которые были крупными землевладельцами и носили фамилию князей Кемских. Основной массив земельных владений Кемских находился в Белозерье (в волости Кема, по берегам реки Кема, впадающей с севера в Белое озеро). Один из сыновей Давыда Семеновича Фуник Кемский женился на представительнице боярского рода Морозовых и получил в приданое крупную вотчину в Звенигороде. Обширные земельные владения Кемских и продуманная стратегия на сохранение родовых вотчин, стали залогом богатства Кемских. В свою очередь, это отразилось и на служебном положении отдельных представителей рода. После ликвидации в 1486 году белозерского удела князя Михаила Андреевича, Кемские влились в состав Государева двора. В 1550 году двое Кемских были включены в избранную тысячу служилых людей великого князя, в 1550-х гг. большинство Кемских числились в Дворовой тетради, некоторые Кемские получали воеводские назначения.
Известен князь Федор Иванович Нащокин-Кемский, в иночестве Феодосий, написавший в 1549 году «Летописец Российского Государства от начала Российских князей до царя Ивана Васильевича».
Некоторые из Кемских похоронены в Кирилло-Белозерском монастыре, одними из крупнейших вкладчиков которого являлись.
Часть звенигородской вотчины князей Фуниковых-Кемских в приданое получил Федор Федорович Нагой, отец царицы Марии Нагой. По мнению историков и генеалогов Н. В. Мятлева (1872—1929) и А. Л. Грязнова, дочь или сестра князя Василия Семёновича Фуникова-Кемского была женой Ф. Ф. Нагова, а следовательно и матерью последней, седьмой жены Ивана Грозного и матери царевича Дмитрия Углицкого.
В опричнину белозерские вотчины Кемских были конфискованы, а сам род пресекся.

## Известные представители
| №                                                | Имя, Отчество                                    | № отца                                           | Примечания |
| Поколенная роспись по А. Б. Лобанову-Ростовскому | Поколенная роспись по А. Б. Лобанову-Ростовскому | Поколенная роспись по А. Б. Лобанову-Ростовскому | Поколенная роспись по А. Б. Лобанову-Ростовскому |
| ------------------------------------------------ | ------------------------------------------------ | ------------------------------------------------ | --- |
| 1                                                | Семён Васильевич Кемский и Сугорский             |                                                  | Родоначальник. Его потомки половину прозывались князьями Кемскими, а другие Сугорскими, произошедшим от раздела ими волостей и сёл. |
| 2                                                | Владимир Семёнович Сугорский                     | 1                                                | Родоначальник старшей угасшей ветви князей Сугорские. |
| 3                                                | Фёдор Семёнович Сугорский Дурак                  | 1                                                | Бездетный. |
| 4                                                | Давыд Семёнович Кемский                          | 1                                                | По родословным книгам считается родоначальником князей Кемских, упоминается в качестве белозерского наместника князя Михаила Андреевича, женат на Феодосии. |
| 5                                                | Дмитрий Семёнович Сугорский                      | 1                                                | Родоначальник младшей угасшей ветви князей Сугорских. |
| 6                                                | Константин Семёнович Кемский                     | 1                                                | Бездетный, принял постриг. |
| 7                                                | Александр Давыдович                              | 4                                                | |
| 8                                                | Иван Давыдович                                   | 4                                                | Погиб в битве при Ведроше 14 июля 1500 г. Его имя записано в синодик московского Успенского Кремлёвского собора и Софийского новгородского собора для вечного поминовения.                                                                                         |
| 9                                                | Афанасий Давыдович Фуник                         | 4                                                | Сын боярский, в 1495 году сопровождал тридцать вторым великую княгиню Елену Ивановну в Вильно, для бракосочетания с великим литовским князем Александром. |
| 10                                               | Юрий Давыдович                                   | 4                                                | |
| 11                                               | Фёдор Давыдович                                  | 4                                                | Погиб в 1506 году под Казанью, жена Анна, дала в 1508 году вклад по умершему мужу. |
| 12                                               | Григорий Александрович                           | 7                                                | В марте 1544 года пришёл с другими воеводами в сход в Москву, откуда направлен в Казанский поход по реке Ока. |
| 13                                               | Данила Александрович                             | 7                                                | В марте 1544 года направлен из Москвы в Казанский поход по р. Ока. |
| 14                                               | Фёдор Александрович                              | 7                                                | В марте 1544 года первый воевода пятого Ертаульного полка в Казанском походе. |
| 15                                               | Иван Иванович Нащока                             | 8                                                | В 1544 году первый воевода первого Сторожевого полка в Казанском походе, имел также прозвание «Слепой». Похоронен в Кирило-Белозерском монастыре. Женат на Евдокии (ум. до 1551).                                                                                  |
| 16                                               | Семён Афанасьевич (Фуникович)                    | 9                                                | Сын боярский, помещик Белозерского уезда, в феврале 1500 года на свадьбе великой княгини Феодосии Ивановны с князем Василием Даниловичем Холмским находился сороковым в свадебном поезде.                                                                          |
| 17                                               | Иван Афанасьевич (Фуникович)                     | 9                                                | В 1500 году на свадьбе великой княгини Феодосии Ивановны с князем В. Д. Холмским находился одиннадцатым в свадебном поезде, шёл к саней княжны. |
| 18                                               | Данила Юрьевич                                   | 10                                               | В марте 1544 года второй воевода третьего Большого полка в Казанском походе, бездетный. У А. Б. Лобанова-Ростовского показано, что он умер до 1520 года. |
| 19                                               | Давыд Юрьевич                                    | 10                                               | В марте 1544 года первый воевода восьмого полка войск левой руки в Казанском походе, бездетный |
| 20                                               | Иван Юрьевич.                                    | 10                                               | Погиб в июле 1500 года в бою с литовцами в Ведрошской битве, бездетный. |
| 21                                               | Матвей Григорьевич                               | 12                                               | В марте 1544 года воевода четвёртого Передового полка в Казанском походе. |
| 22                                               | Андрей Григорьевич                               | 12                                               | В апреле 1549 года второй воевода третьего Большого полка в шведском походе. |
| 23                                               | Фёдор Иванович                                   | 15                                               | В апреле 1549 года второй воевода войск правой руки в шведском походе. В этом же году написал «Летописец Российского Государства от начала Российских князей до царя Ивана Васильевича». В иночестве — Феодосий,                                                   |
| 24                                               | Андрей Иванович                                  | 15                                               | В апреле 1549 года воевода первого Сторожевого полка в шведском походе. |
| 25                                               | Александр Иванович                               | 15                                               | В сентябре 1551 года первый воевода девятого Ертаульного полка в походе к Полоцку. В иночестве Венедикт. Вместе с братьями похоронен в Кирилло-Белозёрском монастыре: «лежит у большой церкви, не близко алтаря с князем Михаилом и князем Иваном Кемским вместе». |
| 26                                               | Семён Иванович                                   | 15                                               | В сентябре 1551 года второй воевода четырнадцатого Ертаульного полка в походе к Полоцку, умер 01 октября 1559 года. |
| 27                                               | Михаил Иванович                                  | 15                                               | В 1551 году семьдесят первый голова в государевом полку в походе к Полоцку. В иночестве Иларион. |
| 28                                               | Иван Фёдорович                                   | 23                                               | Упомянут в 1551 году. |
| 29                                               | Давыд Андреевич.                                 | 24                                               | |
| 30                                               | Иоаким Иванович                                  | 28                                               | Женат на Марии. |
|                                                  | Мария Ивановна                                   | 28                                               | Жена князя Константина Ивановича Сугорского. |
| 31                                               | Константин Иоакимович                            | 30                                               | |
| 32                                               | Фёдор Иоакимович                                 | 30                                               | |
| Княжеский род князей Кемских угас                |                                                  |                                                  | |